# Mezní náklady

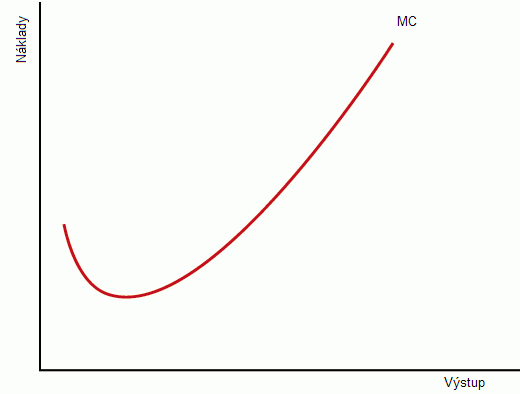
Typický průběh mezních nákladů

Mezní náklady (také marginální náklady, anglicky marginal costs) jsou náklady, které jsou zapotřebí pro výrobu či poskytnutí dodatečné jednotky produkce. Jinak řečeno, jde o situaci, kdy firma změní (zvětšením nebo zmenšením) velikost nákladů, za pomoci změny objemu produkce o jednotku nebo o jednotky.  Mezní náklady jsou založeny na variabilních nebo přímých výrobních nákladech (pracovní síla, materiály, vybavení) – nikoliv na fixních nákladech, které společnost bude mít, nezávisle na tom, jestli zvyšuje nebo nezvyšuje výrobu. Do fixních nákladů můžeme zahrnout administrativní náklady nebo marketing (výdaje, které jsou stejné bez ohledu na to, kolik kusů je vyrobeno.
Pokud je funkce {\displaystyle C} popisující náklady jako funkci množství {\displaystyle X} diferencovatelná, jsou mezní náklady {\displaystyle MC} derivací nákladů podle množství, {\displaystyle MC(X)={\frac {\mathrm {d} C}{\mathrm {d} X}}.} Pokud náklady nejsou popsány spojitou funkcí, určíme mezní náklady pomocí vztahu {\displaystyle MC={\frac {\Delta C}{\Delta X}},} tedy jako podíl změny celkových nákladů a změny množství celkových výstupů. Výpočet mezních nákladů pomáhá společnosti správně stanovit moment, ve kterém při zvýšení počtu vyrobených položek zvýší průměrné náklady. Náklady se mohou například zvýšit v okamžiku, kdy společnost přidává různá zařízení, je nucena přesunout se do většího objektu nebo při hledání nového dodavatele.

## Vlastnosti mezních nákladů
Krátkodobě je křivka mezních nákladů klesající v důsledku působení zákona klesajících výnosů. Na velikost mezních nákladů nemá vliv úroveň fixních nákladů, protože pokud jde vyrobit dodatečnou jednotku výstupu při nezměněných fixních nákladech (náklady, které jsou pevné - fixní), musejí být dodatečné fixní náklady nulové. Tzn. mezní náklady jsou určeny pouze variabilními náklady. Pro strategii "Průmysl 4.0" jsou tyto náklady v některých příznivých případech (téměř) nulové.

## Empirická data týkající se mezních nákladů
Během 20. století bylo provedeno několik výzkumů, které v datech oponovaly teorii neoklasicistních ekonomů. Podle neoklasicistních ekonomických modelů se mezní náklady společně s produkcí zvyšují, existuje mezi nimi tedy vztah přímé úměry. Oproti tomu výzkum, který provedl americký ekonom, profesor na univerzitě Princeton Alan Blinder, ukázal, že tento případ nastane pouze v 11 %, naopak častějším jevem jsou klesající, případně konstantní mezní náklady. Výzkumníci se 200 zástupců firem s prodejem přesahujícím 10 milionů dolarů dotazovali na křivku mezních nákladů. 48 % respondentů ji označilo jako konstantní, 41 % respondentů uvedlo, že je křivka mezních nákladů u jejich společnosti klesající, pouhých 11% hovořilo o křivce rostoucí.
Tento výzkum sice vyvrací neoklasicistní teorii mezních nákladů, ale bohužel nelze potvrdit, zda interpretace dat podaná respondenty byla správná.

## Úspory z rozsahu
Úspory z rozsahu (anglicky economies of scale) jsou výhody pramenící z provozu nebo výroby ve větším měřítku, tzn. s vyšší produkcí se snižují mezní náklady. Rozdíl ve výši mezních nákladů v závislosti na produkci velkou měrou závisí na typu odvětví. V některých může být rozdíl markantní, v tomto případě často vznikají monopoly – například v distribuci energií nebo železnic. Je-li rozdíl nesignifikantní, typicky v daném odvětví podniká několik menších firem.
Ve většině odvětví nastává případ, kdy do určitého množství produktů mezní náklady klesají, ale při překročení jisté hranice se naopak začnou zvyšovat. V modelu dokonalé konkurence mezní náklady zůstávají stejné nehledě na výši produkce, tento model ale v reálném světě můžeme pozorovat zřídka.

## Sociální a soukromé mezní náklady
V problematice mezních nákladů se velice často setkáváme s pojmy jako jsou sociální a soukromé náklady. Byť není hranice mezi nimi vždy zcela jednoznačná, existuje základní vymezení obou pojmů uplatnitelné v praxi. V případě soukromých a sociálních mezních nákladů se pochopitelně opět zajímáme o náklady nutné pro zvýšení produkce o jednu jednotku.

### Soukromé náklady
Soukromé náklady jsou takovými náklady, které přímo platí soukromý podnik za výrobu nebo zboží. Ten tak činí vzhledem ke snaze profitovat z byznysu, který na těchto nákladech stojí.

### Sociální náklady
Sociální náklady stejně jako soukromé náklady zahrnují přímé náklady soukromé společnosti, dále ale také zahrnují dodatečné, respektive externí náklady. Ty jsou spojeny s výrobou nebo spotřebou produktu či služby za předpokladu, že firma podílející se na produkci za tyto náklady přímo neplatí. Týkají se tedy nejen výrobce, ale i třetí strany, která není přímým účastníkem.
Příkladem budiž spalování fosilních paliv v tepelné elektrárně. V takovém případě platí firma náklady na výrobu energie, které řadíme jako soukromé i sociální, avšak náklady za znečistění ovzduší už jsou pouze sociálními, nikoliv soukromými náklady.
Externality produkce rozdělujeme na pozitivní a negativní.

### Negativní externality produkce
Negativní externality produkce jsou rozdílem mezi sociálním a soukromým nákladem. Jsou tedy tou částí sociálních nákladů, které se nepřekrývají se soukromými náklady. Zde by tedy opět platil příklad tepelné elektrárny, kdy je znečistění negativní externalitou produkce.

### Pozitivní externality produkce
Pozitivní externality produkce jsou rozdílem mezi sociálním a soukromým užitkem, tedy užitkem způsobeným produkcí, který se však týká nepřímo zúčastněné třetí strany. Příkladem může být podnikání v oblastech jako je školství, ochrana životního prostředí či sport.